# György Csordás
György Csordás   (Cegléd, 6 d'octubre de 1928 - Budapest, 9 de maig de 2000) fou un nedador hongarès, especialista en estil lliure, que va competir durant les dècades de 1940 i 1950.
Durant la seva carrera esportiva va prendre part en tres edicions dels Jocs Olímpics d'Estiu, el 1948, 1952 i 1956. Destaquen una quarta posició en els 1.500 metres lliures el 1948 i una cinquena en els 4x200 metres lliures el 1952.
En el seu palmarès destaquen dues medalles d'or al Campionat d'Europa de natació de 1954. També va guanyar quinze de campionats hongaresos i vuit campionats universitaris.